# Tetley
Тетлі (англ. Tetley) — чайний бренд, який нараховує понад 60 видів чаю і продається в 40 країнах світу. Компанія Tetley Group є підрозділом Tata Tea Limited, що входить в Tata Group, і другим у світі виробником і дистриб'ютором чаю.

## Історія
У 1856 році Джозеф Тетлі та Джозеф Екленд заснували компанію «Joseph Tetley & Company, Wholesale Tea Dealers».
У 1953 році в Англії з'явився пакетований чай. Вперше його представила компанія Tetley.
У 1989 році компанія Tetley впровадила круглий чайний пакетик з перфорованими дірочками.
У 1994 році компанія Tetley розробила чайний пакетик зі стягуючим шнурочком (англ. drawstring).